# До Парижа, як до неба пішки
До Парижа, як до неба пішки (англ. We'll Never Have Paris) — американська романтична комедія режисера Саймона Гелберґа та  Джоселін Таун. Прем'єра відбулась 23 січня 2015 у США.

## Сюжет
Події розгортаються навколо хлопця на ім'я Куїнн Берман (Саймон Гелберґ), якому з жінками не дуже й то щастило. Він стикається з кризою середнього віку після того, як його співробітниця зізнається йому в коханні. Поки він планує освідчитись своїй дівчині Девон (Мелані Лінскі) та запропонувати руку, серце і обручку на додаток, в нього закохується співробітниця, довгонога білявка, і зізнається йому в коханні. До того ж вона так просто здаватися не планує.
Незабаром після цього Девон летить у Париж, а коли Куїнн слідує за нею, то дізнається, що його дівчина вже крутить роман з місцевим скрипалем.

## У ролях
| Актор            | Роль      |
| ---------------- | --------- |
| Саймон Гелберґ   | Куїнн     |
| Мелані Лінскі    | Девон     |
| Меґґі Ґрейс      | Келсі     |
| Дена Айві        | Франсуаза |
| Джеффрі Кантор   | сусід     |
| Мередіт Гаґнер   | Лія       |
| Джаміль Мена     | Ісаак     |
| Закарі Квінто    | Джеймсон  |
| Джейсон Ріттер   | Курт      |
| Джудіт Лайт      | Жан       |
| Альфред Моліна   | Террі     |
| Ебон Мосс-Бакрак | Вільям    |